# Tristen Newton
Tristen Jamal Newton (Pensacola, 26 aprile 2001) è un cestista statunitense, professionista nella NBA.

## Carriera
Dopo aver completato la carriera collegiale giocando per gli East Carolina Pirates e per i Connecticut Huskies, vincendo, con questi ultimi, due titoli NCAA consecutivi, viene scelto con la 49ª scelta assoluta al draft NBA 2024 dagli Indiana Pacers.

## Statistiche
| † | Denota le stagioni in cui ha vinto il titolo |

### NCAA
| Anno       | Squadra             | PG  | PT  | MP   | TC%  | 3P%  | TL%  | RP  | AP  | PRP | SP  | PP   |
| ---------- | ------------------- | --- | --- | ---- | ---- | ---- | ---- | --- | --- | --- | --- | ---- |
| 2019-2020  | E. Carolina Pirates | 31  | 19  | 29,9 | 39,0 | 32,4 | 80,2 | 4,5 | 3,7 | 1,2 | 0,3 | 11,0 |
| 2020-2021  | E. Carolina Pirates | 17  | 16  | 31,5 | 34,8 | 26,2 | 89,5 | 4,3 | 4,2 | 1,2 | 0,3 | 8,7  |
| 2021-2022  | E. Carolina Pirates | 30  | 30  | 34,8 | 43,5 | 33,3 | 87,9 | 4,8 | 5,0 | 1,4 | 0,3 | 17,7 |
| 2022-2023† | UConn Huskies       | 39  | 38  | 28,8 | 37,4 | 36,6 | 81,6 | 4,5 | 4,7 | 1,1 | 0,3 | 10,1 |
| 2023-2024† | UConn Huskies       | 40  | 40  | 33,2 | 41,5 | 32,1 | 80,8 | 6,6 | 6,2 | 0,9 | 0,3 | 15,1 |
| Carriera   | Carriera            | 157 | 143 | 31,6 | 40,2 | 32,7 | 83,1 | 5,1 | 4,9 | 1,2 | 0,3 | 12,8 |

### NBA

#### Regular Season
| Anno      | Squadra            | PG | PT | MP  | TC%  | 3P% | TL% | RP  | AP  | PRP | SP  | PP  |
| --------- | ------------------ | -- | -- | --- | ---- | --- | --- | --- | --- | --- | --- | --- |
| 2024-2025 | Indiana Pacers     | 5  | 0  | 1,6 | 16,7 | 0,0 | 100 | 0,0 | 0,2 | 0,0 | 0,0 | 0,6 |
| 2024-2025 | Minnesota T'wolves | 3  | 0  | 2,7 | 0,0  | -   | -   | 1,3 | 0,3 | 0,3 | 0,0 | 0,0 |
| Carriera  | Carriera           | 8  | 0  | 2,0 | 12,5 | 0,0 | 100 | 0,5 | 0,3 | 0,1 | 0,0 | 0,4 |

### G League
| Anno      | Squadra          | PG | PT | MP   | TC%  | 3P%  | TL%  | RP  | AP  | PRP | SP  | PP   |
| --------- | ---------------- | -- | -- | ---- | ---- | ---- | ---- | --- | --- | --- | --- | ---- |
| 2024-2025 | Indiana Mad Ants | 14 | 14 | 35,8 | 40,1 | 39,6 | 69,2 | 5,9 | 6,7 | 1,4 | 0,5 | 16,4 |
| 2024-2025 | Iowa Wolves      | 20 | 19 | 35,9 | 40,7 | 29,7 | 82,4 | 6,6 | 6,8 | 2,1 | 0,4 | 16,6 |
| Carriera  | Carriera         | 34 | 33 | 35,8 | 40,5 | 33,9 | 76,7 | 6,3 | 6,8 | 1,8 | 0,4 | 16,5 |

## Palmarès

### Club
- Campionato NCAA Division I: 2

2023, 2024

### Individuale
- NCAA Basketball Tournament Most Outstanding Player (2024)
- Bob Cousy Award (2024)